# Take It Like You Give It
Take It Like You Give It è un album della cantante soul statunitense Aretha Franklin, pubblicato nel 1967 dalla Columbia Records.

## Tracce

### Lato A
1. Why Was I Born?
2. I May Never Get To Heaven
3. Tighten Up Your Tie, Button Up Your Jacket (Make It For The Door)
4. Her Little Heart Went To Loveland
5. Lee Cross
6. Take It Like You Give It

### Lato B
1. Only The One You Love
2. Deeper
3. Remember Me
4. Land Of Dreams
5. A Little Bit Of Soul